# Zebar
Zebar este o arie protejată (sit de importanță comunitară — SCI) din Croația întinsă pe o suprafață de 76,87 ha, integral pe uscat.

## Localizare
Centrul sitului Zebar este situat la coordonatele 45°14′45″N 14°40′49″E / 45.245868°N 14.680336°E.

## Înființare
Situl Zebar a fost declarat sit de importanță comunitară în iulie 2013 pentru a proteja 1 specie de plante.

## Biodiversitate
Situată în ecoregiunea mediteraneană, aria protejată conține 1 habitat natural: Pajiști uscate din regiunea submediteraneeană estică (Scorzoneratalia villosae).
La baza desemnării sitului se află o specie protejată de  plante: sisinei (Pulsatilla grandis).
Pe lângă speciile protejate, pe teritoriul sitului au mai fost identificate 1 specie de plante.